# Croton cascarilloides
Espèce
Classification APG III (2009)
Croton cascarilloides est une espèce de plantes à fleurs du genre Croton et de la famille des Euphorbiaceae, présente en Asie tropicale et subtropicale.

## Synonymes
- Croton punctatus Lour.
- Croton polystachyus Hook. & Arn.
- Croton cumingii Müll.Arg.
- Oxydectes cumingii (Müll.Arg.) Kuntze
- Croton pierrei Gagnep.
- Croton cumingii var. angustifolius Gagnep.
- Croton cascarilloides f. pilosus Y.T.Chang

## Remarque
Cette espèce ne doit pas être confondue avec Croton cascarilloides Geiseler, nom illégitime synonyme de Croton eluteria (L.) W.Wright